# مکان‌نما (رابط کاربری)

یک مکان‌نمای متن که در حال نوشتن واژهٔ Wikipedia متوقف شده‌است.

در علم رایانه، مکان‌نما یا کرسر (به انگلیسی: cursor) یک نشانگر است که برای نمایش مکان روی نمایشگر یا دیگر افزاره‌های نمایشی به کار می‌رود. مکان‌نما محلی را که به ورود متن یا افزارهٔ اشاره واکنش نشان خواهد داد، مشخص می‌کند. گاهی به مکان‌نمای موشی، اشاره‌گر گفته می‌شود.
در انگلیسی هریک از واژه‌های cursor، caret و pointer ممکن است در معنای مکان‌نما به کار روند.

## مکان‌نمای متن
در بیشتر واسط‌های خط فرمان یا ویرایشگرهای متن، مکان‌نمای متن به صورت یک خط تیره زیرین یا یک مربع یا یک خط عمودی مشخص می‌شود که ممکن است در حال چشمک‌زدن باشد یا نباشد و مشخص می‌کند که متن ورودی در کجا جای خواهد گرفت (نقطهٔ درج). در نمایشگرهای حالت متنی، امکان نمایش خط عمودی بین نویسهها وجود نداشت، بنابراین از یک خط تیرهٔ زیرین یا مکان‌نمای بلوکی به جای آن استفاده می‌شد. در جاهایی که از یک بلوک استفاده می‌گشت، بلوک را معمولاً با معکوس کردن پیکسل‌های نویسه با استفاده از تابع یای انحصاری می‌ساختند. در ویرایش‌گرهای متنی و واژه‌پردازهایی که داری طراحی نوین و نمایشگرهای بیت‌مپ هستند، معمولاً از خط عمودی استفاده می‌شود.
چشمک‌زدن مکان‌نمای متن معمولاً هنگام جابجایی مکان‌نما به صورت موقت متوقف می‌شود؛ اگر اینطور نباشد محل مکان‌نما ممکن است هنگامی که رویت‌پذیر نیست تغییر یابد و دنبال کردن محل محل آن دشوار شود.

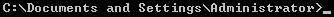
مکان‌نمای خط فرمان ویندوز که به صورت خط زیرین تیره در پایان سطر نمایان است

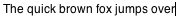
روش معمول برای نمایش محل درج

در برخی واسط‌ها از خط تیرهٔ زیرین یا خط عمودی برای مشخص کردن حالت درج استفاده می‌شود، یعنی حالتی که متن واردشده در میان متن موجود جای خواهد گرفت. اما اگر در حالت رونویسی باشیم، متن نوشته شده بر روی متن پیشین نوشته خواهد شد و برای نمایش این حالت از یک مکان‌نمای بلوکی استفاده می‌شود که در هر لحظه نویسه‌ای را مشخص می‌کند که با نویسهٔ جدید جایگزین خواهد شد.

## متن دوسویه
در سامانه‌هایی که از متن دوسویه پشتیبانی می‌شود، مکان‌نما ممکن است دارای یک ضمیمهٔ متمایل به چپ یا متمایل به راست کوچک باشد که جهت متن را مشخص می‌کند. این مکان‌نما نزد برنامه‌نویسان با نام «مکان‌نمای دوسویه» شناخته می‌ود. در برخی موارد ممکن است مکان‌نما به دو قسمت تقسیم شود که هر کدام از آن‌ها مشخص می‌کنند که کجا متن چپ‌به‌راست و کجا متن راست‌به‌چپ درج خواهد شد.

## مکان‌نمای موشی
اشاره‌گر یا مکان‌نمای موشی، بازتابی است از جابجایی‌های افزارهٔ اشاره که معمولاً موشی یا لَتِ لمسی است.

## مکان‌نمای سه‌بعدی
ایدهٔ استفاده از مکان‌نما برای مشخص کردن محل درج داده‌ها را می‌توان برای محیط مدل‌سازی سه‌بعدی نیز تعمیم داد. بلندر یکی از مثال‌هاییست که از مکان‌نمای سه‌بعدی برای مشخص‌کردن محل اعمال کارهای بعدی استفاده می‌کند.